# Hypania
Genre
Hypania est un genre de vers polychètes de la famille des Ampharetidae.

## Systématique
Le genre Hypania a été créé en 1897 par le zoologiste russe Alekseĭ Aleksandrovich Ostroumoff (d) (1858-1925).
Hypania a pour synonyme :
- Parhypania Annenkova, 1928

## Liste des espèces
Selon GBIF (29 août 2021) :
- Hypania antiqua (Ostrooumouff, 1896)
- Hypania brevispinis (Grube, 1860)
- Hypania invalida (Grube, 1860)